# Robot Land
 (janvier 2012).
Robot Land est un parc de loisirs actuellement en construction à côté d'Incheon, en Corée du Sud. Il devait ouvrir ses portes au public en 2012,, mais ce projet est reporté en 2014,.

## Informations
- Superficie : 77 hectares
- Coût : 451 millions d'euros

Le parc sera divisé en quatre grandes parties : 
- robot kingdom
- kidbot village
- robotopia
- fun city